# Kirby Bedon
Kirby Bedon – wieś w Anglii, w hrabstwie Norfolk, w dystrykcie South Norfolk. Leży 6 km na południowy wschód od Norwich i 159 km na północny wschód od Londynu.
Miejscowość liczy 186 mieszkańców.